# Beyond Beyond
Beyond Beyond (en suec, Resan till Fjäderkungens Rike), és una pel·lícula de comèdia dramàtica del 2014 dirigida per l'animador danès Esben Toft Jacobsen. La pel·lícula es va estrenar el 10 de febrer de 2014 al Festival Internacional de Cinema de Berlín. S'ha doblat al català.